# Rekordy mistrovství Evropy v atletice

## Rekordy šampionátu

### Muži
| Disciplína                 | Rekord       | Atlet / atleti                                                                                             | Státní příslušnost atleta | Místo          | Mistrovství     |
| -------------------------- | ------------ | --- | ------------------------- | -------------- | --------------- |
| Běh na 100 metrů           | 9,95 s       | Zharnel Hughes Marcell Jacobs                                                                              | Spojené království Itálie | Berlín Mnichov | ME 2018 ME 2022 |
| Běh na 200 metrů           | 19,76 s      | Ramil Guliyev                                                                                              | Turecko                   | Berlín         | ME 2018         |
| Běh na 400 metrů           | 44,15 s      | Alexander Doom                                                                                             | Belgie                    | Řím            | ME 2024         |
| Běh na 800 metrů           | 1:43,84      | Olaf Beyer                                                                                                 | Východní Německo          | Praha          | ME 1978         |
| Běh na 1500 metrů          | 3:32,76      | Jakob Ingebrigtsen                                                                                         | Norsko                    | Mnichov        | ME 2022         |
| Běh na 5000 metrů          | 13:10,15     | Jack Buckner                                                                                               | Spojené království        | Stuttgart      | ME 1986         |
| Běh na 10 000 metrů        | 27:30,99     | Martti Vainio                                                                                              | Finsko                    | Praha          | ME 1978         |
| Běh na 110 metrů překážek  | 13,02 s      | Colin Jackson                                                                                              | Spojené království        | Budapešť       | ME 1998         |
| Běh na 400 metrů překážek  | 46,98 s      | Karsten Warholm                                                                                            | Norsko                    | Řím            | ME 2024         |
| Běh na 3000 metrů překážek | 8:07,87      | Mahiedine Mekhissi-Benabbad                                                                                | Francie                   | Barcelona      | ME 2010         |
| Skok do výšky              | 236 cm       | Andrej Silnov                                                                                              | Rusko                     | Göteborg       | ME 2006         |
| Skok o tyči                | 606 cm       | Armand Duplantis                                                                                           | Švédsko                   | Mnichov        | ME 2022         |
| Skok daleký                | 865 cm       | Miltiadis Tentoglou                                                                                        | Řecko                     | Řím            | ME 2024         |
| Trojskok                   | 18,18 m      | Jordan Díaz Fortún                                                                                         | Španělsko                 | Řím            | ME 2024         |
| Vrh koulí                  | 22,45 m      | Leonardo Fabbri                                                                                            | Itálie                    | Řím            | ME 2024         |
| Hod diskem                 | 69,78 m      | Mykolas Alekna                                                                                             | Litva                     | Mnichov        | ME 2022         |
| Hod kladivem               | 86,74 m – WR | Jurij Sedych                                                                                               | Sovětský svaz             | Stuttgart      | ME 1986         |
| Hod oštěpem                | 89,72 m      | Steve Backley                                                                                              | Spojené království        | Budapešť       | ME 1998         |
| Desetiboj                  | 8 811 bodů   | Daley Thompson                                                                                             | Spojené království        | Stuttgart      | ME 1986         |
| Chůze na 20 km             | 1:18,37      | Francisco Javier Fernández                                                                                 | Španělsko                 | Mnichov        | ME 2002         |
| Chůze na 35 km             | 2:26,49      | Miguel Ángel López                                                                                         | Španělsko                 | Mnichov        | ME 2022         |
| Chůze na 50 km             | 3:32,33      | Yohann Diniz                                                                                               | Francie                   | Curych         | ME 2014         |
| Maratonský běh             | 2:09,51      | Koen Naert                                                                                                 | Belgie                    | Berlín         | ME 2018         |
| Běh na 4 × 100 metrů       | 37,67 s      | Jeremiah Azu Zharnel Hughes Jona Efoloko Nethaneel Mitchell-Blake Harry Aikines-Aryeetey * Tommy Ramdhan * | Spojené království        | Mnichov        | ME 2022         |
| Běh na 4 × 400 metrů       | 2:58,22      | Paul Sanders Kriss Akabusi John Regis Roger Black                                                          | Spojené království        | Split          | ME 1990         |

WR = "world record" (angl.) = světový rekord

### Ženy
| Disciplína                 | Rekord     | Atlet / atleti                                                         | Státní příslušnost atleta | Místo              | Mistrovství     |
| -------------------------- | ---------- | ---------------------------------------------------------------------- | ------------------------- | ------------------ | --------------- |
| Běh na 100 metrů           | 10,73 s    | Christine Arronová                                                     | Francie                   | Budapešť           | ME 1998         |
| Běh na 200 metrů           | 21,71 s    | Heike Drechslerová                                                     | Východní Německo          | Stuttgart          | ME 1986         |
| Běh na 400 metrů           | 48,16 s    | Marita Kochová                                                         | Východní Německo          | Athény             | ME 1982         |
| Běh na 800 metrů           | 1:55,41    | Olga Minějevová                                                        | Sovětský svaz             | Athény             | ME 1982         |
| Běh na 1500 metrů          | 3:56,91    | Taťjana Tomašovová                                                     | Rusko                     | Göteborg           | ME 2006         |
| Běh na 5000 metrů          | 14:35,29   | Nadia Battoclettiová                                                   | Itálie                    | Řím                | ME 2024         |
| Běh na 10 000 metrů        | 30:01,09   | Paula Radcliffová                                                      | Spojené království        | Mnichov            | ME 2002         |
| Běh na 100 metrů překážek  | 12,31 s    | Cyréna Samba-Mayela                                                    | Francie                   | Řím                | ME 2024         |
| Běh na 400 metrů překážek  | 52,49 s    | Femke Bolová                                                           | Nizozemsko                | Řím                | ME 2024         |
| Běh na 3000 metrů překážek | 9:11,31    | Luiza Gega                                                             | Albánie                   | Mnichov            | ME 2022         |
| Skok do výšky              | 203 cm     | Tia Hellebautová Blanka Vlašičová                                      | Belgie Chorvatsko         | Göteborg Barcelona | ME 2006 ME 2010 |
| Skok o tyči                | 485 cm     | Katerina Stefanidiová Wilma Murtová                                    | Řecko Finsko              | Berlín Mnichov     | ME 2018 ME 2022 |
| Skok daleký                | 730 cm     | Heike Drechslerová                                                     | Východní Německo          | Split              | ME 1990         |
| Trojskok                   | 15,15 m    | Taťjana Lebeděvová                                                     | Rusko                     | Göteborg           | ME 2006         |
| Vrh koulí                  | 21,69 m    | Vita Pavlyšová                                                         | Ukrajina                  | Budapešť           | ME 1998         |
| Hod diskem                 | 71,36 m    | Diana Sachseová                                                        | Východní Německo          | Stuttgart          | ME 1986         |
| Hod kladivem               | 78.94 m    | Anita Włodarczyková                                                    | Polsko                    | Berlín             | ME 2018         |
| Hod oštěpem                | 67,90 m    | Christin Hussongová                                                    | Německo                   | Berlín             | ME 2018         |
| Sedmiboj                   | 6 848 bodů | Nafissatou Thiamová                                                    | Belgie                    | Řím                | ME 2024         |
| Chůze na 20 km             | 1:26,36    | María José Pérezová                                                    | Španělsko                 | Berlín             | ME 2018         |
| Chůze na 35 km             | 2:47,00    | Antigoni Ntrismpiotiová                                                | Řecko                     | Mnichov            | ME 2022         |
| Chůze na 50 km             | 4:09,21    | Inês Henriquesová                                                      | Portugalsko               | Berlín             | ME 2018         |
| Maratonský běh             | 2:25,14    | Christelle Daunayová                                                   | Francie                   | Curych             | ME 2014         |
| Běh na 4 × 100 metrů       | 41,68 s    | Silke Möllerová Katrin Krabbeová Kerstin Behrendtová Sabine Güntherová | Východní Německo          | Split              | ME 1990         |
| Běh na 4 × 400 metrů       | 3:16,87    | Kirsten Emmelmannová Sabine Buschová Petra Müllerová Marita Kochová    | Východní Německo          | Stuttgart          | ME 1986         |